# サミラ・サイード
サミラ・サイード（英語: Samira Said、アラビア語: سميرة بسعيد、1958年1月10日 - ）は、エジプトとモロッコで活動しているアラブ演歌歌手である。